# Микульчик, Олег Антонович
Оле́г Анто́нович Мику́льчик (бел. Алег Антонавіч Мікульчык; 27 июня 1964, Минск, СССР) — советский и белорусский хоккеист, защитник. Заслуженный мастер спорта Республики Беларусь

## Биография
Воспитанник минской хоккейной школы «Юность» (тренер — А. Решетняк).
За юношескую сборную СССР выступал в 1982 году.
За молодёжную сборную СССР выступал с 1983 по 1984 год. На чемпионате мира среди молодёжных команд провел 7 матчей, набрал 3 (0+3) бомбардирских балла, заработал 0 минут штрафного времени.
За национальную сборную СССР выступал с 1985 по 1987 год. Провел 11 матчей, набрал 0 (0+0) бомбардирских баллов.
За вторую сборную СССР выступал с 1986 по 1989 год. Провел 16 матчей, набрал 4 (1+3) бомбардирских балла, заработал 40 минуты штрафного времени.
За сборную клубов СССР выступал в 1987 году. Провел 7 матчей.
Участник чемпионатов мира
1998,
1999,
2001,
2005 в составе национальной сборной Беларуси.
Участник зимних Олимпийских игр 2002 в Солт-Лейк-Сити.
За национальную сборную Беларуси выступал с 1998 по 2005. Провел 57 матчей, набрал 12 (5+7) бомбардирских баллов, заработал 134 минуты штрафного времени.
В чемпионатах СССР (СНГ) провел 285 матч, набрал 50 (20+30) бомбардирских баллов, заработал 288 минуты штрафного времени.
В чемпионатах России провел 111 матчей, набрал 26 (7+19) бомбардирских баллов, получил 301 минуту штрафного времени

## Достижения
- Бронзовый призёр юношеского чемпионата Европы (1982).
- Чемпион мира среди молодёжных команд (1984).
- Серебряный призёр чемпионата СССР (1985).
- Победитель турнира на приз газеты «Ленинградская правда» (1985).
- Серебряный призёр чемпионата СССР (1986).
- Победитель турнира на приз газеты «Ленинградская правда» (1986).
- Победитель турнира «Приз Известий» (1986).
- Серебряный призёр чемпионата СССР (1987).
- Победитель турнира на приз газеты «Ленинградская правда» (1987).
- Серебряный призёр турнира «Приз Известий» (1987).
- Бронзовый призёр чемпионата СССР (1988).
- Победитель турнира на приз газеты «Ленинградская правда» (1989).
- Чемпион СССР (1990).
- Чемпион СССР (1991).
- Чемпион России (1999).
- Чемпион Евролиги (1999).
- Бронзовый призёр чемпионата России (2000).
- Чемпион Евролиги (2000).
- Чемпион Беларуси (2004).
- Обладатель кубка Беларуси (2004-август).
- Чемпион Беларуси (2005).
- Серебряный призёр чемпионата Беларуси (2006).
- Чемпион Беларуси (2007).

## Тренерская работа
- Второй тренер «Минских зубров» (2010/11).
- Главный тренер молодёжной (до 20 лет) сборной Беларуси по хоккею (2010—2011)[10][11],
- Помощник главного тренера (2008—2009)
- Помощник главного тренера Национальная сборная Республики Беларусь (2006—2008)
- Помощник главного тренера ХК «Металлург» (Жлобин) (2009—2010)
- Главный тренер ХК «Донбасс 2», (Донецк), 2-х кратный Чемпион Украины (2011-2013)
- Помощник главного тренера ХК «Динамо- Минск» (2013-2014)
- Помощник главного тренера Национальная сборная Беларуси Чемпионат мира по хоккею г. Минск (2013-2014)
- Помощник главного тренера ХК «Нефтехимик» г. Нижнекамск (2014-2016)
- Помощник главного тренера ХК «Автомобилист» г. Екатеринбург (2016-2018)
- Помощник главного тренера ХК «Хумо́» - г. Ташкент (2019-2020)